# Mistrzostwa Europy w Szermierce 2007
20. Mistrzostwa Europy w Szermierce odbyły się w dniach od 1 do 7 lipca 2007 w Gandawie.

## Klasyfikacja medalowa
| Lp. | Państwo    | złoto | srebro | brąz | Razem |
| --- | ---------- | ----- | ------ | ---- | ----- |
| 1   | Rosja      | 3     | 4      | 3    | 10    |
| 2   | Francja    | 3     | 0      | 4    | 7     |
| 3   | Włochy     | 2     | 2      | 4    | 8     |
| 4   | Węgry      | 2     | 1      | 1    | 4     |
| 5   | Niemcy     | 1     | 1      | 1    | 3     |
| 6   | Hiszpania  | 1     | 0      | 0    | 1     |
| 7   | Ukraina    | 0     | 1      | 2    | 3     |
| 8   | Białoruś   | 0     | 1      | 0    | 1     |
| –   | Polska     | 0     | 1      | 0    | 1     |
| –   | Szwecja    | 0     | 1      | 0    | 1     |
| 11  | Estonia    | 0     | 0      | 1    | 1     |
| –   | Rumunia    | 0     | 0      | 1    | 1     |
| –   | Szwajcaria | 0     | 0      | 1    | 1     |

## Medaliści

### Mężczyźni
| Złoto                                                                                         | Srebro                                                                                     | Brąz                                                                       |
| Floret                                                                                        |                                                                                            |                                                                            |
| Andrea Baldini                                                                                | Benjamin Kleibrink                                                                         | Erwann Le Péchoux Salvatore Sanzo                                          |
| Niemcy · Peter Joppich · Benjamin Kleibrink · Christian Schlechtweg · Dominik Behr            | Rosja · Rienal Ganiejew · Aleksiej Czeriemisinow · Andriej Diejew · Aleksiej Chowanski     | Włochy · Andrea Baldini · Simone Vanni · Salvatore Sanzo · Stefano Barrera |
| Szpada                                                                                        |                                                                                            |                                                                            |
| Jérôme Jeannet                                                                                | Matteo Tagliariol                                                                          | Fabian Kauter Anton Awdiejew                                               |
| Węgry · Géza Imre · Gábor Boczkó · Iván Kovács · Krisztián Kulcsár                            | Polska · Radosław Zawrotniak · Krzysztof Mikołajczak · Tomasz Motyka · Robert Andrzejuk    | Francja · Jérôme Jeannet · Ulrich Robeiri · Fabrice Jeannet · Érik Boisse  |
| Szabla                                                                                        |                                                                                            |                                                                            |
| Jorge Pina                                                                                    | Aleksiej Jakimienko                                                                        | Stanisław Pozdniakow Mihai Covaliu                                         |
| Rosja · Stanisław Pozdniakow · Aleksiej Jakimienko · Nikołaj Kowalow · Wieniamin Rieszetnikow | Białoruś · Waleryj Pryjomka · Dzmitryj Łapkies · Alaksandr Bujkiewicz · Fiodar Niemirowicz | Francja · Vincent Anstett · Nicolas Lopez · Julien Pillet · Boris Sanson   |

### Kobiety
| Złoto                                                                                           | Srebro                                                                         | Brąz                                                                                       |
| Floret                                                                                          |                                                                                |                                                                                            |
| Jewgienija Łamonowa                                                                             | Valentina Vezzali                                                              | Margherita Granbassi Olha Łełejko                                                          |
| Węgry · Edina Knapek · Aida Mohamed · Virginie Újlaki · Gabriella Varga                         | Rosja · Swietłana Bojko · Jana Ruzawina · Aida Szanajewa · Jewgienija Łamonowa | Włochy · Margherita Granbassi · Valentina Vezzali · Giovanna Trillini · Ilaria Salvatori   |
| Szpada                                                                                          |                                                                                |                                                                                            |
| Laura Flessel-Colovic                                                                           | Emma Samuelsson                                                                | Britta Heidemann Irina Embrich                                                             |
| Włochy · Cristiana Cascioli · Bianca Del Carretto · Nathalie Moellhausen · Francesca Boscarelli | Węgry · Tímea Nagy · Emese Szász · Adrienn Hormay · Ildikó Mincza-Nébald       | Francja · Laura Flessel-Colovic · Hajnalka Kiraly · Maureen Nisima · Audrey Descouts       |
| Szabla                                                                                          |                                                                                |                                                                                            |
| Jekatierina Fiedorkina                                                                          | Sofja Wielika                                                                  | Orsolya Nagy Ołena Chomrowa                                                                |
| Francja · Carole Vergne · Anne-Lise Touya · Léonore Perrus · Cécile Argiolas                    | Ukraina · Nina Kozłowa · Ołena Chomrowa · Olha Charłan · Hałyna Pundyk         | Rosja · Swietłana Kormilicyna · Jekatierina Fiedorkina · Sofja Wielika · Jelena Nieczajewa |